# Momentos (álbum de Alex Campos)
Momentos es el séptimo álbum de estudio y la undécima producción del cantante colombiano de rock cristiano Álex Campos. Fue lanzado al mercado el 3 de marzo de 2017 por Sony Music en colaboración de Tigo Music Colombia y Columbia Records.
El álbum se caracteriza por ser a ritmo del mariachi y música mexicana, con participaciones especiales de intérpretes del género musical cristiano. Cuenta con algunas canciones ya conocidas pero bajo este estilo musical. De este álbum, se desprenden algunos sencillos como: «Perdóname», «El sonido del silencio», «Enséñame a amar» y «Soy valiente» entre otros.
En este álbum, están incluidas las participaciones de Verónica Leal, Christine D´Clario, Karina Moreno, Coalo Zamorano y Gadiel Espinoza.

## Lista de canciones
| Momentos | |          |  |
| N.º      | Título                                                                                              | Duración |  |
| 1.       | «Soy valiente»                                                                                      | 2:40     |  |
| 2.       | «Perdóname»                                                                                         | 4:09     |  |
| 3.       | «El sonido del silencio»                                                                            | 4:16     |  |
| 4.       | «Enséñame a amar»                                                                                   | 4:13     |  |
| 5.       | «Mi valiente guerrero»                                                                              | 4:01     |  |
| 6.       | «Derroche de amor»                                                                                  | 4:27     |  |
| 7.       | «El alfarero» (con Verónica Leal)                                                                   | 4:14     |  |
| 8.       | «Viejo mío»                                                                                         | 4:36     |  |
| 9.       | «Al taller del Maestro»                                                                             | 5:02     |  |
| 10.      | «Tu amistad me hace bien» (con Christine D’Clario, Karina Moreno, Coalo Zamorano y Gadiel Espinoza) | 4:22     |  |